# 122毫米榴弹炮M1938 (M-30)
122毫米榴弹炮M1938 (M-30)是一种苏联生产的121.92毫米榴弹炮。这种武器是20世纪30年代末期由F.F.彼得罗夫（俄语：Фёдор Фёдорович Петров)所领导的团队设计的，其生产期从1939年一直持续到1955年，之后被2A18 (D-30)榴彈炮取代。第二次世界大战中，这种火炮是苏联红军师级作战单位的主力支援火炮，纳粹德国和芬兰军队也装备了一些缴获来的M30型火炮。二战结束后，许多社会主义国家从苏联接收了大量的该型火炮，就算在21世紀M30型榴弹炮仍然活跃於中东地区與各個衝突區的戰場之中。

## 发展
20世纪30年代中苏联红军的领导者开始寻找一种新式的师级榴弹炮来替代一战时期残留下来的落后装备，像是M1909和M1910式122毫米榴弹炮。最初的尝试性设计是在德国工程师监督下由KB-2 设计局完成的Lubok方案，这一方案在1932年通过了审核并在1934年被命名为1934型122毫米榴弹炮。它拥有一根23倍口径长度的身管（约 2.8米），俯仰角范围在7°至50°之间，战斗全重为2.25吨，行军重量则为2.8吨。同前任一样，Lubok可以转换为行军状态并装备有悬挂系统，不过它的车轮轮胎太薄，其最大速度只有每小时10公里。不管怎么说这一型号还是要比M1910强许多，然而在1934、35年间生产出8门之后它的制造工作就中断了，这可能和KB-2设计局的解散有关。
在20世纪30年代中期，苏联考虑转而使用其他国家所流行的105毫米榴弹炮。小一号的炮弹意味着火炮可以更轻，部署起 来更灵活，另一方面威力也一会小一些。同时，过去的俄国和现在的苏联都没有生产或使用105毫米榴弹炮的经验，而122毫米火炮则是长期以来一直在生产并 被使用的一种主力武器，已经生产出的弹药数量也很多。在General Staff I. I. Egorov的支持下，苏联红军最终回归到了122毫米口径的火炮上。
到1938、39年时已经有3种不同的122毫米榴弹炮设计方案处于审核之中，分别是由GAU下令，UZTM (乌拉尔重型机械厂，, УЗТМ）设计的U-2方案。Motovilikha设计的M-30方案， V. G.Grabin领导的92兵工厂设计的F-25方案。
U-2方案使用21倍口径长的炮管，炮室容积3升，采用了横向滑动炮闩并装备了炮口制退器，战斗重量2030千克。这一方案1939年2月5日开始接受审查，由于缺乏运载能力以及弹道学性能低下而被抛弃。F-25方案使用23倍口径长的炮管，炮室容积3.7升，战斗全重1830千克。由于M-30方案已经开始接受评估，GAU在1939年3月23日取消了F-25方案，M30方案在多次修订后于1939年9月被定型为122毫米师级榴弹炮M1938，（俄语：122-мм гаубица образца 1938 года (М-30)）

## 生产
1940年第92兵工厂和第9兵工厂率先开始生产M-30榴弹炮，前者只参与了一年的大规模生产。除了牵引火炮以外，第9兵工厂还生产了一批供SU-122自行火炮使用的M-30S炮管。

| M-30s产量. |      |      |      |      |      |      |      |      |       |
| 年份       | 1940 | 1941 | 1942 | 1943 | 1944 | 1945 | 1946 | 1947 | 总量  |
| 产量/门    | 639  | 2762 | 4240 | 3770 | 3485 | 2630 | 210  | 200  | 19266 |
| 年份       | 1948 | 1949 | 1950 | 1951 | 1952 | 1953 | 1954 | 1955 | 19266 |
| 产量/门    | 200  | 250  | -    | 300  | 100  | 100  | 280  | 100  | 19266 |

## 服役

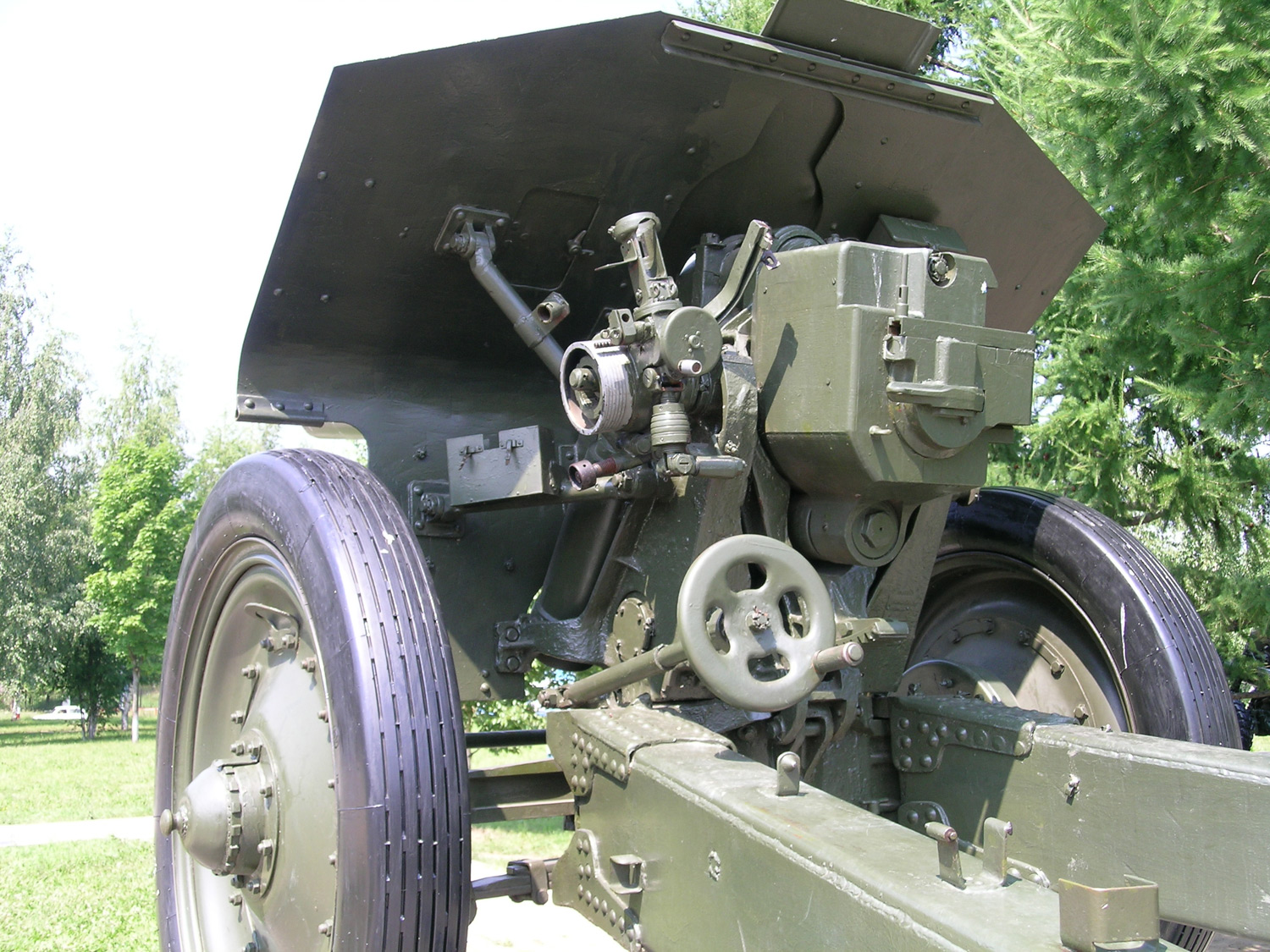
下诺夫哥罗德的M-30

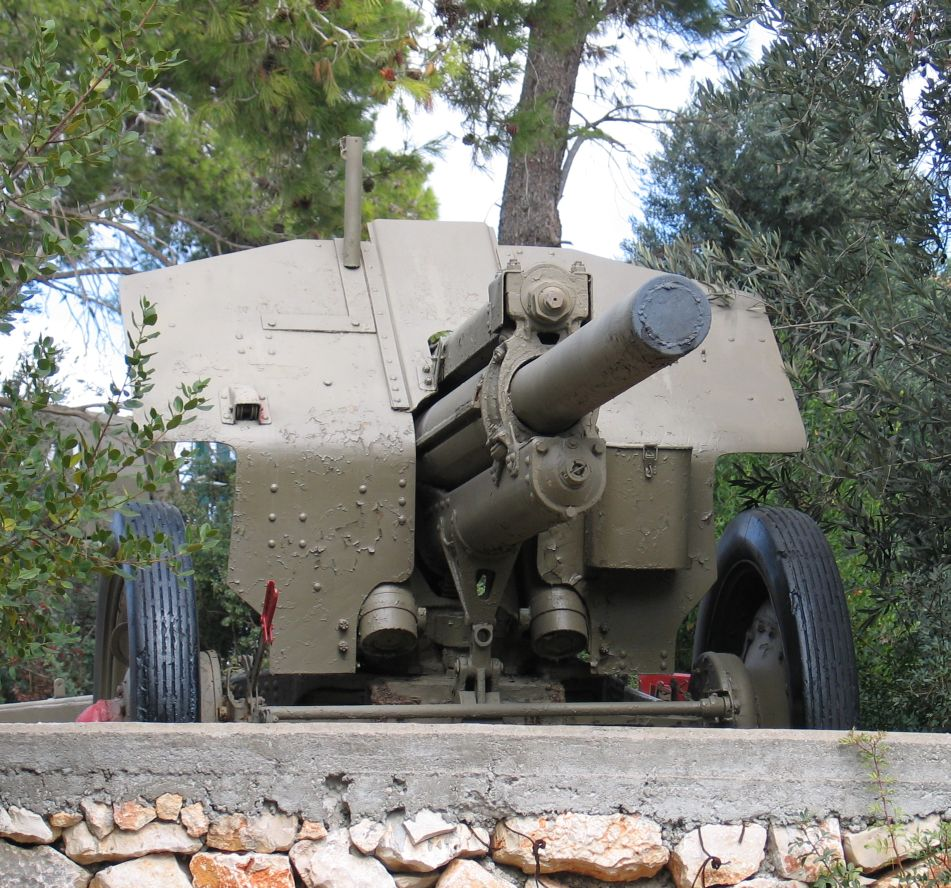
以色列一座博物馆内的M-30

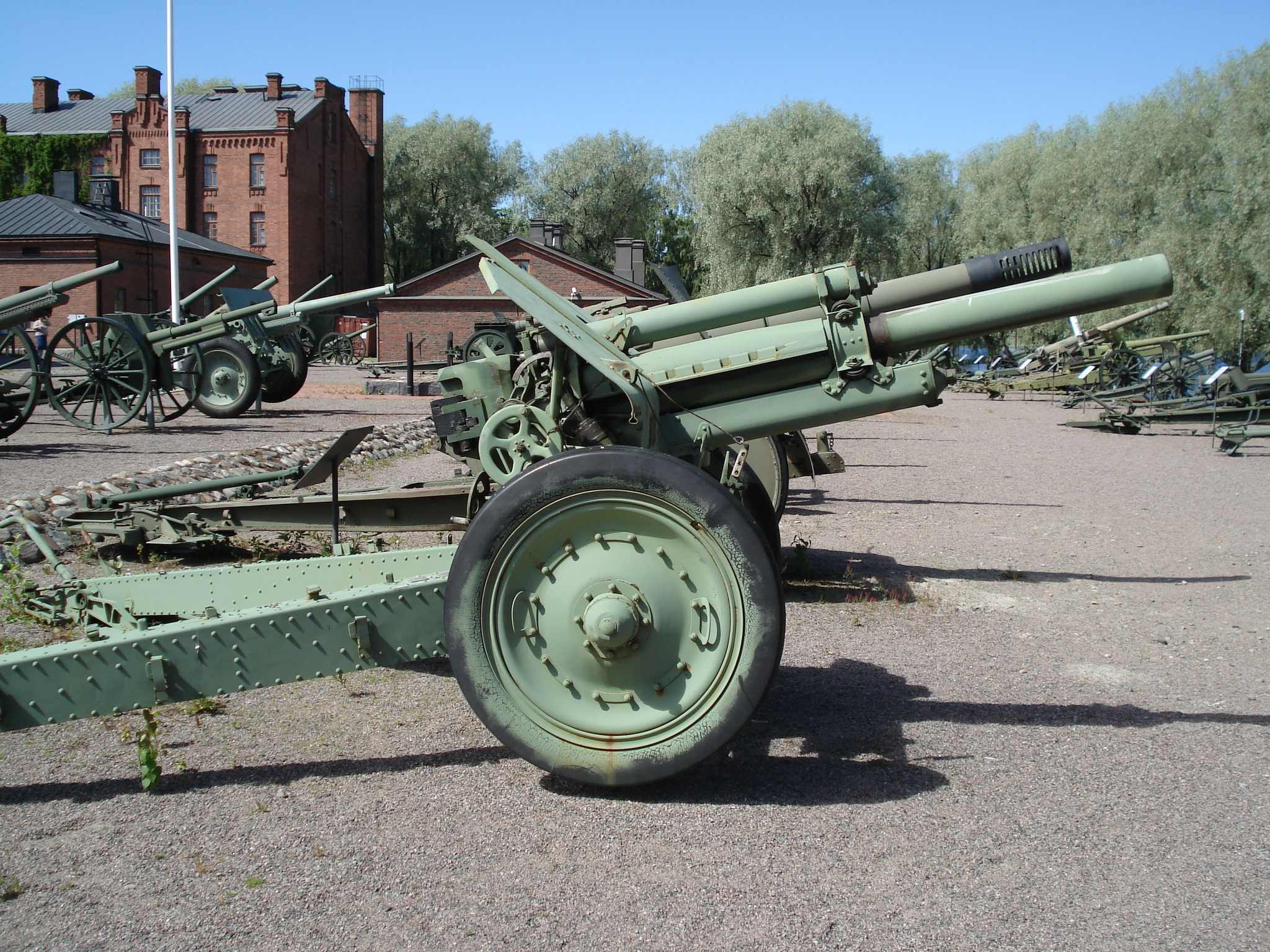
芬兰博物馆内的M-30

### 苏联红军
1943年开发出了自卫用的穿甲弹，在这之前操作人员被告知可以相信榴弹爆炸时的反装甲能力。根据一份1943年的德国报告，曾有一辆虎式坦克被SU-122发射的高爆弹重创。
M30可以由马匹、卡车牵引前进，紧急时还可由炮兵人力牵引。60年代之后，该型火炮开始被D-30型榴弹炮取代，不过苏联60年代所拍摄的炮兵教学电影中依然是使用M30作为讲解对象，因为作者们认为该型火炮更具有代表性。

### 其他国家
1941年和1942年中有大量的M-30被纳粹德国俘获并赋予12,2 cm s.F.H.396(r)的编号，德国在1943年为这些火炮生产了42万4千发122毫米炮弹，1944年69万6千枚，战争的最后一年则下降至13万3千枚。有些M-30被用在了德国的大西洋防线中。
芬兰陆军也俘获了41门M-30并将其编作 122 H 38，它们共发射了13298发炮弹。这些火炮受到了炮兵的欢迎，有些直到80年代中期还在用于训练新兵。
二战结束以后苏联将该型火炮交付给了世界范围内的多个国家，例如埃及和叙利亚就在阿以冲突中使用了它，有部分M-30还被以色列俘获并在以色列国防军中服役。中华人民共和国也在该型火炮的基础上仿制出了54式122毫米榴弹炮。

## 改型
- M-30S略作现代化改进的版本，被当做SU-122的主炮使用。
- U-11 拥有相同的弹道学性能，但驻退机构做了简化以便于运输。这一型号曾被考虑用于SU-122M型，不过因可靠性不够而被放弃。同一型号还曾被考虑装备在234工程上。
- D-6 装备在试验型的SU-122-III上，但最终同U-11一样被证明是不可靠的。[8]

## 弹药
M-30可以发射苏联红军业已装备的各型122毫米炮弹，而在第二次世界大战中和二战结束后又开发出了几种新式的炮弹。
| 可用的弹药                                                  |         |              |                    |                      |         |
| 类型                                                        | 型号    | 弹丸重, 千克 | 战斗部装药量, 千克 | 初速, m/s (最大)     | 射程, m |
| 反装甲弹药                                                  |         |              |                    |                      |         |
| 高爆破甲弹（HEAT）                                          | BP-460A |              |                    | 335（用4号药包发射） | 2,000   |
| 高爆榴弹                                                    |         |              |                    |                      |         |
| 高爆榴弹, 钢制弹体 (在30直径范围内以1000个金属破片杀伤人员) | OF-462  | 21.76        | 3.67               | 515                  | 11,720  |
| 榴弹， 刚性铸铁弹体                                         | O-462A  | 21.7         |                    | 458                  | 10,800  |
| 榴弹， 刚性铸铁弹体                                         | О-460А  |              |                    |                      |         |
| 老式高爆弹                                                  | F-460   |              |                    |                      |         |
| 老式高爆弹                                                  | F-460N  |              |                    |                      |         |
| 老式高爆弹                                                  | F-460U  |              |                    |                      |         |
| 老式高爆弹                                                  | F-460K  |              |                    |                      |         |
| 榴霰弹                                                      |         |              |                    |                      |         |
| 配45秒延时引信榴霰弹                                        | Sh-460  |              |                    |                      |         |
| 配T-6引信管榴霰弹                                           | Sh-460T |              |                    |                      |         |
| 化学弹                                                      |         |              |                    |                      |         |
| 填充有化学战剂的高爆破片弹                                  | OKh-462 |              |                    | 515                  | 11,800  |
| 化学弹                                                      | Kh-462  | 21.8         | -                  |                      |         |
| 化学弹                                                      | Kh-460  |              | -                  |                      |         |
| 其他弹种                                                    |         |              |                    |                      |         |
| 照明弹                                                      | S-462   |              | -                  | 479                  | 8,500   |
| 宣传弹                                                      | A-462   |              | -                  | 431                  | 8,000   |
| 烟幕弹                                                      | D-462   |              |                    | 515                  | 11,800  |
| 烟幕弹                                                      | D-462A  |              |                    | 515                  | 11,800  |